# Duman Narzildaev
Duman Narzildaev (en kazajo: Думан Ахметтілләұлы Нәрзілдаев; Kyzylorda, 6 de septiembre de 1993) es un futbolista kazajo que juega en la demarcación de centrocampista para el FC Kaisar de la Liga Premier de Kazajistán.

## Selección nacional
Hizo su debut con la selección absoluta el 14 de octubre de 2020 en un partido de la Liga de Naciones de la UEFA 2020-21 contra Bielorrusia que finalizó con un resultado de 2-0 a favor del combinado bielorruso tras los goles de Yawhen Yablonski y Raman Yuzapchuk.

## Clubes
| Club        | País       | Año       | Partidos | Goles |
| ----------- | ---------- | --------- | -------- | ----- |
| FC Kaisar   | Kazajistán | 2012-2021 | 197      | 14    |
| FC Caspiy   | Kazajistán | 2022-2023 | 41       | 2     |
| FC Ordabasy | Kazajistán | 2023      | 8        | 0     |
| FC Kaisar   | Kazajistán | 2024-     | 34       | 2     |

## Palmarés

### Campeonatos nacionales
| Título                         | Club      | País       | Año  |
| ------------------------------ | --------- | ---------- | ---- |
| Primera División de Kazajistán | FC Kaisar | Kazajistán | 2013 |
| Primera División de Kazajistán | FC Kaisar | Kazajistán | 2016 |
| Copa de Kazajistán             | FC Kaisar | Kazajistán | 2019 |